# Heinz Nestler
Heinz Nestler (* 15. Juni 1938 in Neudorf) ist ein ehemaliger deutscher nordischer Skitrainer.
Nach dem Schulbesuch in seinem erzgebirgischen Heimatdorf Neudorf absolvierte Nestler von 1952 bis 1955 eine Ausbildung zum Forstarbeiter. Sportlich war er sowohl im nordischen und alpinen Skisport aktiv, gewann 1953 ein Skispringen in Johanngeorgenstadt. Sein größter Erfolg war der Gewinn einer Bezirksmeisterschaft im Bezirk Karl-Marx-Stadt. Nach einem Schien- und Wadenbeinbruch konnte er nur noch dem Skilanglauf nachgehen.
Am 1. Juli 1961 übernahm er – ohne jegliche Vorkenntnisse – im SC Traktor Oberwiesenthal den Posten des Trainers Skilanglauf weiblich. Damit war er u. a. für seine Frau Christine Nestler geb. Söldner, Olympiateilnehmerin 1964 und 1968, zuständig. Nach einem Fernstudium an der Deutschen Hochschule für Körperkultur diente er sich bis zum DDR-Nationaltrainer hoch. Sein größter Erfolg gelang ihm bei den Olympischen Winterspielen 1980 in Lake Placid, als Barbara Petzold über 10 Kilometer klassisch und die 4-mal-5-Kilometer-Staffel Olympiasiege gewannen.
Nach der Wende wurde er zunächst arbeitslos, bekam aber nach Weiterführung seiner Oberwiesenthaler Trainingsgruppe eine mischfinanzierte Stelle im sächsischen Skiverband. Ein erster Erfolg stellte sich 1998 ein, als Claudia Künzel in St. Moritz bei der Junioren-WM Silber gewann. Anschließend nahm er auf deren Initiative hin Janko Neuber und René Sommerfeldt in seine Trainingsgruppe im WSC Erzgebirge Oberwiesenthal auf. Sommerfeldt gewann bei den Weltmeisterschaften 2001 in Lahti Silber über 50 Kilometer. Bei den Olympischen Winterspielen 2002 in Salt Lake City waren die von ihm trainierten Claudia Künzel und Viola Bauer Teil der siegreichen deutschen Damenstaffel, René Sommerfeldt Teil der deutschen Bronzestaffel. (Sommerfeldt wurde 2004 der erste deutsche Gesamtweltcupsieger im Skilanglauf.) Im Juni 2004 trat Nestler in den Ruhestand.
Ute Nestler ist eine Tochter, Andy Kühne ein Enkelsohn von Heinz und Christine Nestler.